# マイアミ・シーホークス
マイアミ・シーホークスは、1946年にフロリダ州マイアミを本拠地としていたプロフットボールチームであり、4大スポーツで初めてフロリダ州を本拠地としたチームである。チームはAAFCの創立とともに誕生し、1946年シーズンを戦ったが、1年限りで経営難により消滅した。

## 歴史
元プロボクサーのジーン・タニーがボルチモアに結成しようとしていたチームの代わりにマイアミで結成されたAAFC8番目のチームである。1944年12月8日のAAFCオーナー会議でチームの加入が承認された。ホームスタジアムは後にマイアミ・オレンジボウルと呼ばれるバーダイン・スタジアムである。チームは他のチームから離れた所にあったことや当時マイアミは全米42位の小さな街であったことから、立地条件は非常に不利な状況であった（当時のAAFC及びNFLのフランチャイズでマイアミより小さな街はグリーンベイのみ。）。それに加え、オーナーが一般的な水準からすれば裕福ではあったが、他のチームのオーナーが大富豪であったのに比べると金銭的に余裕があるとはいえず、チームは財政的に苦戦した。また当時フロリダ州の州法ではアフリカ系アメリカ人選手を入団させることはできなかった。初代ヘッドコーチはノートルダム大学でクヌート・ロックニーの下でプレーしたジャック・ミーガーであった。チームは開幕から8試合のうち7試合をロードで戦った。開幕戦のクリーブランド・ブラウンズ戦では0-44で敗れた。10月11日のバッファロー・バイソンズ戦で初勝利をあげた。開幕から1勝5敗となった時点でヘッドコーチは辞任、後任には1940年、1941年にシカゴ・ベアーズでNFLチャンピオンになったハンプ・プールが就任した。開幕から8試合を1勝7敗で終えたチームは残り試合全てをホームで戦ったが、ホーム最初の2試合で平均28,000人入った入場者数はチームの低迷により、最後の3試合ではわずか9,000人ほどまで減少した。チーム成績も3勝11敗と振るわず、シーズンが終わる頃には負債が35万ドルに膨らみ、オーナーが返済できる見込みも無かった。結局、オーナーは破産し、リーグコミッショナーはチームの没収を宣言した。没収されたチームはワシントンD.C.で入札され、弁護士その他4名のグループが落札した。このグループがチームを建て直し、ボルチモア・コルツを誕生させた。
マイアミ・シーホークスの消滅により、マイアミからプロフットボールのチームは無くなり、次にマイアミを本拠地としたプロフットボールチームは1966年にAFLで創立されたマイアミ・ドルフィンズである。

## シーズン成績
Note: 勝 = 勝, 敗 = 敗, 分 = 引分
| シーズン               | 勝 | 敗 | 分 | 最終順位      | プレーオフ |
| ---------------------- | -- | -- | -- | ------------- | ---------- |
| マイアミ・シーホークス |    |    |    |               |            |
| 1946                   | 3  | 11 | 0  | AAFC東地区4位 | --         |